# Els elfkins
Els elfkins (alemany: Die Heinzels – Rückkehr der Heinzelmännchen) és una pel·lícula d'animació alemanya del 2019 dirigida per Ute von Münchow-Pohl. S'ha doblat i subtitulat al català.
La pel·lícula es va estrenar al Festival Internacional de Cinema Schlingel de 2019.